# Pre 40th Anniversary Seiko Matsuda Concert Tour 2019 "Seiko's Singles Collection"
『Pre 40th Anniversary Seiko Matsuda Concert Tour 2019 "Seiko's Singles Collection"』（プレフォーティース・アニヴァーサリー・セイコ・マツダ・コンサート・ツアー・トゥエンティナインティーン・セイコズ・シングルズ・コレクション）は、松田聖子のライブ・ビデオ。2019年11月20日発売。発売元はEMI Records。

## 解説
2019年6月8日～8月8日に行われたプレ40周年記念コンサートツアーから初日のさいたまスーパーアリーナ公演の模様を収録したBlu-ray Disc及びDVD。同年10月13日、WOWOWプライムで放送された。
シングルコンサートと銘打たれているが、1980年代発売シングルのうち「風立ちぬ」「DANCING SHOES」「Pearl-White Eve」「Precious Heart」は披露されず、2001年以降のシングル曲も披露されていない一方、アルバム曲「モッキンバード」が披露されている。
さいたまスーパーアリーナは、いつもは使っていない4階席や5階席まで満席になった。5階席はステージから最も離れているが、3階席と同じくVIP仕様になっている。
DVD・Blu-ray Disc共に、初回限定盤と通常盤の2形態、合計4形態で発売。

## パッケージ仕様
| フォーマット | バージョン | レーベル   | BOXケース | フォトブック | 規格品番   |
| ------------ | ---------- | ---------- | --------- | ------------ | ---------- |
| Blu-ray      | 初回限定盤 | ピクチャー | 有り      | 有り         | UPXH-29034 |
| DVD          | 初回限定盤 | ピクチャー | 有り      | 有り         | UPBH-29087 |
| Blu-ray      | 通常盤     | 文字       | 無し      | 無し         | UPXH-20086 |
| DVD          | 通常盤     | 文字       | 無し      | 無し         | UPBH-20253 |

初回限定盤は、BOXケース収納、豪華52Pフォトブック付。ピクチャーレーベル、BOXケース、ディスクケースのデザインはそれぞれ異なる。フォトブックはBlu-rayとDVDで同一。歌詞カードのデザインはBlu-rayとDVDで異なる。

## 収録曲
```
 
1.
 
時間の国のアリス
（17枚目のシングル。以下数字のみ）
 
2.
 
秘密の花園
（12）
 
3.
 
渚のバルコニー
（9）
 
4.
 
ボーイの季節
（21）
 
5.
 
白いパラソル
（6）
 
6.
 
ピンクのモーツァルト
（18）
 
7.
 
ガラスの林檎
（14A）
 
8.
 
Marrakech～マラケッシュ～
（25）
```

Acoustic Corner
```
 
9.
 
小麦色のマーメイド
（10）

10.
 
Gone with the rain
（46）

11.
 
野ばらのエチュード
（11）

12.
 
瞳はダイアモンド
（15）

13.
 
SWEET MEMORIES
（14B）

14.
 
大切なあなた
（34）

15.
 
モッキンバード
（アルバム「
Candy
」）

16.
 
赤いスイートピー
（8）
```

Instrumental
```
・
 
旅立ちはフリージア
（26）（Instrumental）

・
 
素敵にOnce Again
（39）（Instrumental）
```

```
17.
 
Strawberry Time
（23）
```

Medley
```
18.
 
裸足の季節
（1）

19.
 
青い珊瑚礁
（2）

20.
 
風は秋色
（3）

21.
 
ハートのイアリング
（19）

22.
 
天国のキッス
（13）

23.
 
Rock’n Rouge
（16）

24.
 
チェリーブラッサム
（4）

25.
 
夏の扉
（5）
```

Encore
```
26.
 
天使のウィンク
（20）

27.
 
20th Party
（50）
```

Double Encore
```
28.
 
あなたに逢いたくて～Missing You～
（40）
```

## ツアー日程
| 日程    | 曜日 | 時間 | 開催地   | 会場                                  |          |
| ------- | ---- | ---- | -------- | ------------------------------------- | -------- |
| 6月8日  | 土   |      | さいたま | さいたまスーパーアリーナ              |          |
| 6月12日 | 水   |      | 名古屋   | ドルフィンズアリーナ（愛知県体育館）  |          |
| 6月13日 | 木   |      | 名古屋   | ドルフィンズアリーナ（愛知県体育館）  |          |
| 6月22日 | 土   |      | 大阪     | 大阪城ホール                          |          |
| 6月23日 | 日   |      | 大阪     | 大阪城ホール                          |          |
| 7月5日  | 金   |      | 東京     | 日本武道館                            | 追加公演 |
| 7月6日  | 土   |      | 東京     | 日本武道館                            |          |
| 7月7日  | 日   |      | 東京     | 日本武道館                            |          |
| 8月3日  | 土   |      | 福岡     | マリンメッセ福岡                      |          |
| 8月5日  | 月   |      | 久留米   | 久留米シティプラザ ザ・グランドホール | 追加公演 |
| 8月6日  | 火   |      | 久留米   | 久留米シティプラザ ザ・グランドホール | 追加公演 |
| 8月8日  | 木   |      | 大阪     | 大阪城ホール                          | 追加公演 |